# Michał Wieczorek (pilot)
Michał Wieczorek (ur. 8 czerwca 1981 w Krakowie) – polski pilot samolotowy, mistrz świata, Europy i Polski. Syn Wacława Wieczorka.
Należy do Aeroklubu Krakowskiego. 
Mistrz Polski z 2010 i 2011 roku. I Wicemistrz Polski 2017. II Wicemistrz Polski 2004, 2009, 2012 i 2014. 
Jest Mistrzem Świata w lataniu precyzyjnym z 2011 roku i II Wicemistrzem Świata 2017.
Drużynowo zdobył Mistrzostwo Świata w lataniu precyzyjnym w 2011, 2015 i 2017.

## Nagrody
14 marca 2012 r. został, obok m.in. Edyty Ropek i Jerzego Dudka, wyróżniony nagrodą „Solidarni w sporcie”.